# 南非凹槽金属球

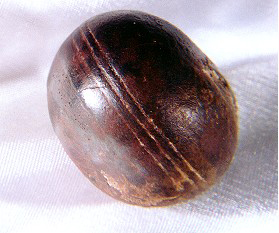
南非凹槽金屬球，直徑約3到4公分

南非凹槽金屬球（Klerksdorp sphere），或錯譯南非远古凹槽金属球，是來自南非德蘭士瓦Ottosdal附近的葉蠟石礦中的天然礦物，共有兩種結核：埋藏較淺的球暴露在葉蠟石的針鐵礦結核；埋藏較深的球沒有碰到葉蠟石的黃鐵礦結核。
葉蠟石來源是史前沉積的黏土或火山灰，那些沉積物在埋藏的過程中因變質作用變成葉蠟石，成层的沉积物颗粒中有很多容许溶液流通的孔隙。溶液中的矿物质围绕着某一中心层层沉淀下来，从而形成与周围岩层成分不同的矿物质团块。这些团块通常要比周围岩层更坚硬，也更抗风化。将球切开后，可以看到同心圆状的纹层和放射状结构，这正是结核的特征。至于球体上的这些凹槽，则是周围的层状地层的残留影响。
被傳聞是古代太空人的機械零件。